# Бабули
«Бабули» (англ. Nonnas) — биографическая комедийная драма режиссёра Стивена Чбоски. Главные роли исполнили Винс Вон, Лоррейн Бракко, Линда Карделлини, Бренда Ваккаро, Сьюзан Сарандон, Талия Шайр, Джо Манганьелло и Дреа Де Маттео. Фильм основан на жизни Джо Скаравеллы, владельца ресторана «Enoteca Maria» на Статен-Айленде, где бабушки из разных стран готовят блюда своих национальных кухонь. Сам Джо Скаравелла появляется в фильме в роли камео в качестве гостя ресторана.
Премьера фильма состоялась на Netflix 9 мая 2025 года. Выпуск совпал с выходными, посвящёнными Дню матери, и фильм занял первое место в топ-10 Netflix в США в первую неделю после выхода.

## Сюжет
Джо Скаравелла, скорбящий по умершей матери Марии, вспоминает детство, когда его мать и бабушка готовили на кухне для друзей и семьи. Он вспоминает о том, чему они его научили, и пытается воссоздать их блюда, хотя ему не удаётся в точности повторить бабушкин воскресный соус. За ужином лучший друг Джо, Бруно, и его жена Стелла советуют ему использовать страховку матери для чего-то значимого. Джо отправляется на рынок Статен-Айленда, куда он когда-то ходил с матерью и бабушкой. Там он встречает Оливию, свою школьную любовь, и Антонеллу, её пожилую соседку, с которой она делает покупки. Увидев закрытый ресторан, Джо решает открыть там своё заведение и назвать его «Enoteca Maria» в честь матери. Главной особенностью ресторана станет кухня, где готовят бабушки, чтобы еда возвращала людям тёплые воспоминания о детстве.
Джо привлекает Бруно в качестве подрядчика, и вместе они восстанавливают помещение в стиле классического итальянского ресторана. Джо нанимает Антонеллу, подругу матери Роберту, её бывшего парикмахера Джию и Терезу, откликнувшуюся на объявление.  Однако бабушки часто спорят, и их разногласия приводят к пожару на кухне. Инспектор не допускает ресторан к открытию из-за ущерба от пожара и сообщает Джо, что следующая инспекция возможна только через год. Это приводит к ссоре между Джо и Бруно, в результате которой Джо выгоняет Бруно из ресторана.
Джия организует спа-вечер, где бабушки сближаются. Джо мирится с Бруно, узнав, что тот оплатил расходы на ремонт ресторана, продав ценную отцовскую машину. Глубоко тронутый поступком друга, Джо мирится с Бруно. Тем временем Оливия, адвокат по профессии, разыскивает инспектора, выясняет, что у него были случаи неэтичного поведения, и добивается немедленной повторной проверки. Ресторан успешно проходит инспекцию, и команда готовится к торжественному открытию.
В ночь открытия на район обрушивается сильная гроза, и никто не приходит в ресторан, кроме Бруно и Стеллы. В отчаянии Джо решает привлечь внимание, пригласив известного кулинарного критика Эдварда Дюрана, но тот отказывается, заявляя, что пишет только о престижных ресторанах Манхэттена.
В качестве прощального жеста он устраивает ужин для друзей и близких, где блюда бабушек и тёплая атмосфера Enoteca Maria производят на всех неизгладимое впечатление. Позже Джо, набравшись смелости, открывает конверт от матери, который не решался вскрыть после её смерти. Внутри он находит рецепты всех блюд его матери и бабушки, включая их знаменитый воскресный соус. Джо пытается вернуться к прежним будням, но через несколько дней Бруно приносит ему газетную статью: один из гостей ужина, тайно отправленный Эдвардом Дюраном, оказался кулинарным критиком. Его восторженный отзыв вызывает наплыв клиентов, и ресторан обретает успех. В знак благодарности Джо выкупает машину Бруно. Оливия и Джо начинают отношения.
В финальных титрах показаны кадры реального ресторана Enoteca Maria, работающего уже 15 лет и теперь в нём работают бабушки со всего мира.

## В ролях
| Актёр            | Роль                                      |
| ---------------- | ----------------------------------------- |
| Винс Вон         | Джо Скаравелла                            |
| Лоррейн Бракко   | Роберта подруга матери Джо                |
| Линда Карделлини | Оливия школьная любовь Джо                |
| Бренда Ваккаро   | Антонелла пожилая соседка Оливии          |
| Сьюзан Сарандон  | Джия бывший парикмахер матери Джо         |
| Талия Шайр       | Тереза соискательница на должность повара |
| Джо Манганьелло  | Бруно лучший друг Джо                     |
| Дреа Де Маттео   | Стелла жена Бруно                         |
| Майкл Рисполи    | Эл продавец на рынке Статен-Айленда       |
| Ричи Мориарти    | Дэн МакКлэйн начальник Джо                |
| Кэмпбелл Скотт   | Эдвард Дюран кулинарный критик            |
| Иден Мэрришоу    | Джон Боррелли пожарный инспектор          |
| Кейт Истмэн      | Мария мать Джо                            |
| Карен Джордано   | бабушка Джо                               |
| Теодор Хелм      | юный Джо                                  |
| Джо Скаравелла   | камео гость ресторана                     |

## Производство
Фильм основан на реальной истории Джо Скаравелла, владельца ресторана Enoteca Maria на Статен-Айленде, где бабушки из разных стран готовят блюда своих национальных кухонь. Права на историю жизни Скаравеллы приобрели продюсерские компании Madison Wells, Matador Content, Fifth Season и 1Community. Проект разработан совместно со сценаристкой Лиз Макки, а режиссёром выступил Стивен Чбоски. В июле 2023 года было объявлено, что главную роль исполнит Винс Вон. Также стало известно, что в фильме снимутся Сьюзан Сарандон, Лоррейн Бракко, Талия Шайр, Бренда Ваккаро, Линда Карделлини и Дреа Де Маттео. Линда Карделлини сыграет роль любовного интереса главного героя.
Производство сопровождалось социальной кампанией от 1Community, направленной на поддержку программ для пожилых людей. Продюсерами выступили Джиджи Притцкер, Рэйчел Шейн, Джек Тёрнер, а исполнительными продюсерами — Джо Скаравелла, Винс Вон, Скотт Бадник, Амит Шукла и другие.
Съёмки проходили с мая по июнь 2023 года в нескольких городах Нью-Джерси, включая Джерси-Сити, Хобокен, Бейонн, Патерсон, Линден, Элизабет и Эдисон.

## Премьера
В сентябре 2024 года Netflix приобрел права на мировую дистрибуцию фильма на аукционе за сумму, превышающую 20 миллионов долларов. Фильм был приглашён для участия в программе Международного кинофестиваля в Торонто, но в итоге не вошёл в его программу.
Премьера фильма состоялась на Netflix 9 мая 2025 года.

## Приём
Фильм получил положительный отклик у зрителей и в основном благоприятные отзывы критиков. Премьера картины совпала с выходными, посвящёнными Дню матери, и фильм занял первое место в топ-10 Netflix в США в первую неделю после выхода. На агрегаторе рецензий Rotten Tomatoes «рейтинг свежести» фильма от критиков составляет 82% на основе 62 отзывов. Консенсус критиков гласит: «Как домашнее блюдо, приготовленное для семьи, „Бабули“ стремятся подарить щедрую порцию уюта — и делают это с таким обаянием, что зрители, возможно, захотят добавки». Более 500 зрителей на Rotten Tomatoes поставили фильму рейтинг в 70%. На сайте Metacritic средневзвешенная оценка ленты составляет 57 баллов из 100 на основе 14 отзывов, что означает «смешанные или средние отзывы». Российский агрегатор рецензий «Критиканство» присвоил фильму 67 балл из 100 на основе двух рецензий.
Егор Козкин (Film.ru) отмечает, что «Бабули» превращают клишированный сценарий в уютный кулинарный мастер-класс. Козкин подчёркивает, что Винс Вон демонстрирует неожиданную трогательность, отходя от привычных маскулинных образов. Елена Зархина (Кино ТВ) называет фильм «тёплым мёдом» — согревающим, искренним и лишённым манипулятивной сентиментальности. Зархина хвалит Чбоски за умение рассказывать истории об аутсайдерах, подчёркивая, что «Бабули» отдают должное женщинам, создавшим успех Enoteca Maria.
Зарубежные критики дали фильму смешанные, но преимущественно положительные отзывы. Карлос Агилар из Variety считает, что фильм настойчиво акцентирует идею единения через домашнюю еду, но перегружает сюжет лишними деталями, хотя итог остаётся «вкусным». Шери Линден из The Hollywood Reporter отмечает, что актёры находят тонкие нюансы в своих ролях, добавляя фильму теплоты, несмотря на избыточную пояснительность. Джаннетт Катсулис из The New York Times называет ленту излишне сентиментальной и предсказуемой, тогда как Джон Андерсон из The Wall Street Journal видит в ней редкий фильм, подходящий для семейного просмотра. Тим Роби из The Daily Telegraph критикует «Бабули» за отсутствие подлинного очарования и излишнюю музыкальную навязчивость.